# Brekov
Brekov (ungarisch Barkó) ist ein Ort und eine Gemeinde im Okres Humenné (Prešovský kraj) im Osten der Slowakei, mit 1308 Einwohnern (Stand 31. Dezember 2024).

## Geographie

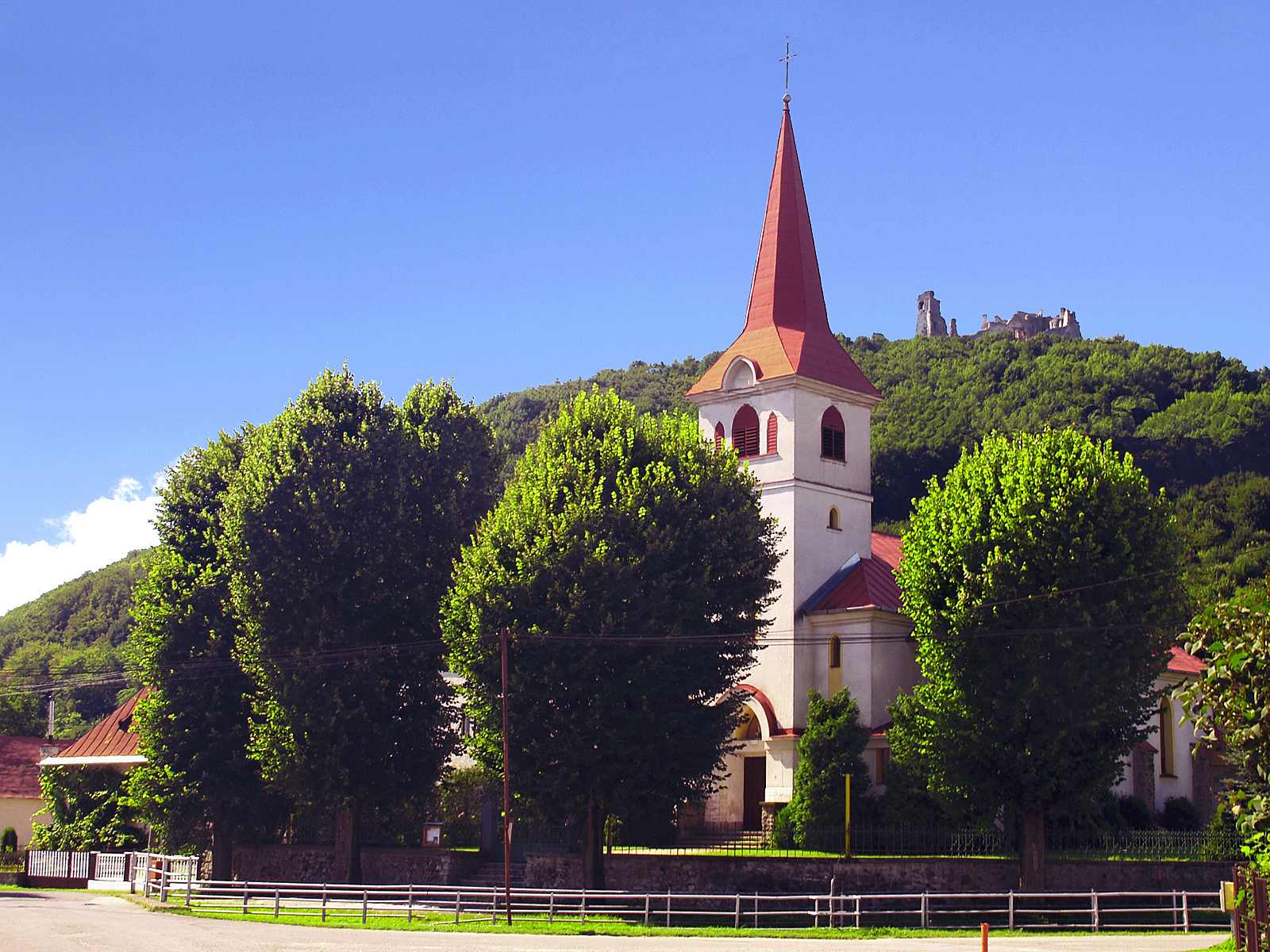
Kirche von Brekov, im Hintergrund die Ruine der Burg Brekov

Die Gemeinde Brekov liegt in den nördlichen Ausläufern des Ostslowakischen Tieflands. Sie liegt in einem Tal namens Brekovská brána (deutsch Brekover Pforte), durch das der Fluss Laborec von Norden nach Süden fließt. Westlich befinden sich die hügeligen Teile des Tieflands und östlich erhebt sich der Vihorlat. Das Ortszentrum ist acht Kilometer von Humenné, 22 Kilometer von Michalovce und 67 Kilometer von Prešov gelegen.

## Geschichte
Die ältesten archäologischen Funde stammen aus der späteren Steinzeit (etwa 3000 v. Chr.). Nach dem Ende der Völkerwanderung ließen sich die Slawen nieder, wo seit dem 7. Jahrhundert mehrere slawische Siedlungen in der Gegend entstanden. Im Ort Brekov selbst wurde an der Stelle der späteren Burg eine Burgstätte errichtet, die zur Zeit des Großmährens eine bedeutende Rolle spielte. Nach dem Untergang von Großmähren und der ungarischen Landnahme wurde die Burg oberhalb des Ortes wohl im 13. Jahrhundert erbaut. 1314 wird in einer Urkunde der Ort zum ersten Mal schriftlich erwähnt. Seit dem 14. Jahrhundert waren Mitglieder des Geschlechts Drugeth bedeutendere Grundbesitzer im Ort. Die Burg wurde im 17. Jahrhundert als Folge mehrerer Aufstände der ungarischen Stände verwüstet und ist seither eine Ruine. Die Haupteinnahmequellen der Bevölkerung waren Landwirtschaft, Viehzucht und Weinbau.

## Bevölkerung
| Jahr                | 1994 | 2004    | 2014    | 2024    |
| ------------------- | ---- | ------- | ------- | ------- |
| Anzahl der Personen | 1236 | 1262    | 1368    | 1308    |
| Unterschied         |      | +2,10 % | +8,39 % | −4,38 % |

| Jahr                | 2023 | 2024    |
| ------------------- | ---- | ------- |
| Anzahl der Personen | 1321 | 1308    |
| Unterschied         |      | −0,98 % |

## Sehenswürdigkeiten
- römisch-katholische Erzengel-Michael-Kirche aus dem Jahr 1937, die eine barocke aus dem Jahr 1742 ersetzte
- Ruinen der Burg Brekov
- einige Höhlen südlich des Ortes. Die Höhle Veľká artajama ist seit 2005 gesetzlich geschützt